# Koviljský klášter
Koviljský klášter (srbsky v cyrilici Ковиљски манастир, v latince Koviljski manastir) se nachází v srbské Vojvodině, na jižním okraji obce Kovilj, v blízkosti řeky Dunaje. Je zasvěcen sv. archandělu Michaelovi a Gabrielovi. Vznikl pravděpodobně někdy ve 13.–14. století.
Původní středověký klášter s kostelem s freskami ze 17. století byl několikrát poničen během rakousko-turecké války tureckými vojsky. Proto byl po jejím skončení, když území dolních Uher připadlo Rakousku, přebudován. První rekonstrukce proběhla v letech 1705–1707; o čtyřicet let později byl poté z šedého kamene vybudován kostel nový. V roce 1759 získal klášter privilegium od Marie Terezie, která tím potvrdila vlastnictví půdy klášteru v jeho okolí.
Klášter byl těžce poničen ve válečných letech 1849 a 1941. První světovou válku nicméně přečkal bez jakýchkoliv útrap.
V současné době se jedná o mužský klášter, kde žije celkem třicet mnichů, z toho několik přicestovalo do Srbska za mnišským životem i ze zahraničí.